# Juramento del Juego de Pelota

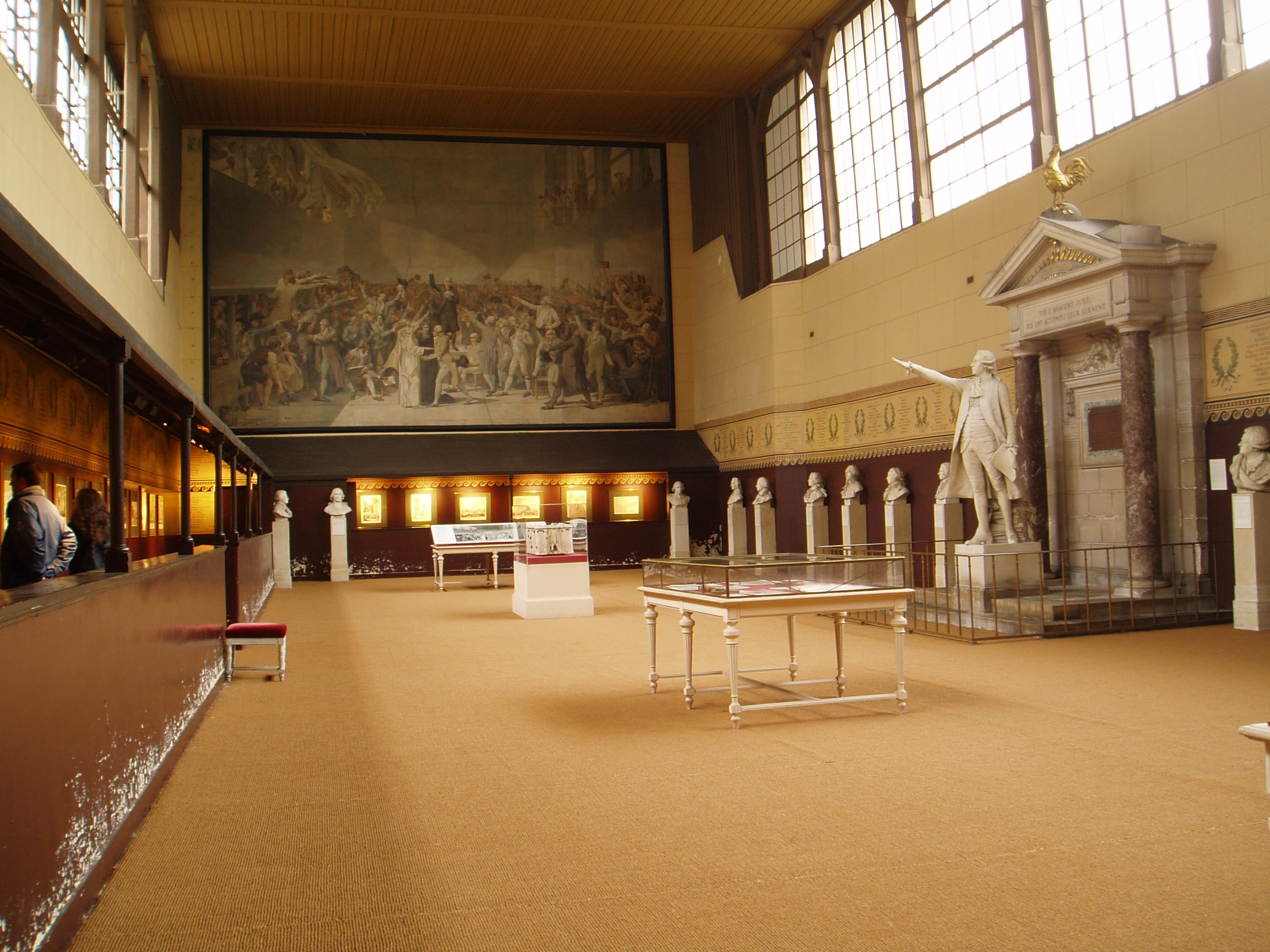
Sala del Juego de la Pelota con el cuadro.

Juramento del Juego de Pelota (en francés: Serment du Jeu de Paume) fue un compromiso de unión presentado el 20 de junio de 1789 entre los 577 diputados del Tercer Estado para no separarse hasta dotar a Francia de una Constitución, haciendo frente a las presiones del rey de Francia Luis XVI.
Con el pretexto de unas reparaciones que debían hacerse en la sala del Hôtel des Menus Plaisirs, en la que se celebraban las sesiones de los Estados Generales de Francia, la guardia impidió que los diputados del tercer estado se reunieran allí el 20 de junio de 1789. Los diputados entonces se reunieron en la Pista Real de Tenis de Versalles. Con la ayuda del diputado Jean-Joseph Mounier, el abate Emmanuel-Joseph Sieyès se compromete a redactar la fórmula del célebre juramento del Jeu de Paume:

[...] De no separarse jamás, y reunirse siempre que las circunstancias lo exijan hasta que la constitución sea aprobada y consolidada sobre unas bases sólidas.

Este texto fue leído por Jean Sylvain Bailly, y el juramento fue votado por unanimidad, excepto por una voz, la de Joseph Martin-Dauch. La Asamblea Nacional se declaró Constituyente. Fue este un acto determinante y una afirmación política de autodeterminación del pueblo llevada a cabo por sus representantes, y fue considerado como el nacimiento de la Revolución francesa.
La sala del jeu de paume (en francés, juego de pelota) se llamaba, antes del 20 de junio de 1789, "Tripot", y fue construida por Nicolas Cretteé en 1686 a fin y efecto de que los miembros de la Corte se distrajeran jugando al jeu de paume, un precedente de juegos de pelota como el tenis y la pelota vasca.

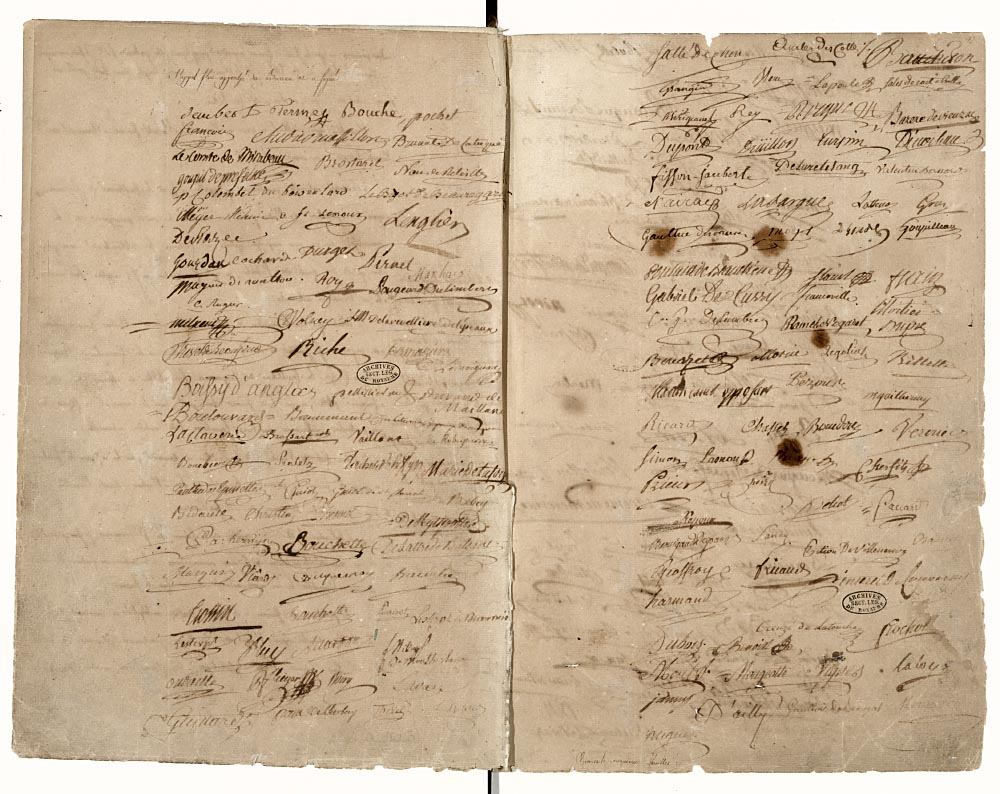
Firmas de los diputados

## Cuadro de David

El Juramento del Juego de la pelota según Jacques-Louis David.

Para celebrar el acontecimiento, los parlamentarios jacobinos (Sociedad de los Amigos de la constitución) encargaron un año después a Jacques-Louis David plasmar el juramento. Pero para 1793 sólo tenía el esbozo del cuadro, y la convulsa vida política francesa había cambiado lo suficiente como para no identificarse demasiado con la obra.
Mirabeau, en el cuadro de pie a la derecha tapando al hombre que reza, uno de los héroes de 1789, estaba considerado entonces enemigo de la Revolución al descubrirse su correspondencia secreta con el rey en verano. Para la opinión pública, un traidor. Así, un gran número de diputados del Congreso constituyente fue identificado con las facciones enemigas del Gobierno de Salvación Pública, por lo que David abandonó la obra. Sin embargo, uno de sus discípulos se propuso acabarla a partir del esbozo realizado por su maestro.
El pintor procuró representar a la vez los hechos históricos con fidelidad, así como la exaltación. Para simbolizar el sentimiento de unanimidad hace converger hacia Bailly la mirada y los brazos de todos los diputados presentes, el cual levanta un brazo para intentar silenciar la multitud y leer la declaración en el izquierdo. Centrados y en primer plano se representan tres clérigos abrazados, uno de ellos cartujano y otro protestante, sacralizando, infructuosamente, el acto, así como representando la tolerancia. En el cuadro se reconoce también a Robespierre, primer plano a la derecha, de pie y con las manos sobre el pecho. La parálisis del único opositor al juramento, el diputado del tercer estado Martin-Dauch, sentado a la derecha del todo, se contrae ante el entusiasmo general. Otros detalles son, por ejemplo, el señor vestido de blanco tras Robespierre, Dubois-Crancé, no relacionado con la revolución pero amigo del artista, caso similar al de sus hijos, en la primera ventana a la derecha.
David se ocupa también de dibujar las caras en detalle para que cada protagonista pueda ser reconocido individualmente. Los participantes en este día adquieren así la figura de héroes nacionales. El pintor dibujó en las anchas ventanas la presencia del pueblo, simbolizando el apoyo del pueblo al juramento. Las cortinas flamean, representando el viento de la revolución que surca Francia.
- Datos: Q60022
- Multimedia: Serment du Jeu de paume / Q60022